# Zaza Fournier (album)
Zaza Fournier, debiutancki album francuskiej piosenkarki Zazy Fournier wydany w 2008 roku.

## Lista utworów
(w nawiasie czas trwania w minutach i sekundach)
1. La Vie À Deux (2:58)
2. Mademoiselle (3:54)
3. Les Mots Toc (3:18)
4. Mon Homme (3:54)
5. Comptine Pour Une Désespérée (2:46)
6. S.O.S (2:36)
7. Reve Américain (3:40)
8. Mon Slow (4:04)
9. Baston (3:23)
10. C'est Comme Ça (3:10)
11. Baiser D'un Soir (3:04)
12. Post-Scriptum (3:18)